# Deng Adel
Deng Adel, né le 1er février 1997 à Djouba au Soudan du Sud, est un joueur soudano-australien de basket-ball évoluant au poste d'ailier.

## Biographie
uLe 15 janvier 2019, il signe un contrat two-way avec les Cavaliers de Cleveland. À ce jour, Deng compte 19 matchs joués sous le maillot des Cavs dont 3 comme titulaire.